# Olympische Sommerspiele 2004/Teilnehmer (Myanmar)
| Gelbes Symbol für Goldmedaillen mit stilisierten Olympischen Ringen | Graues Symbol für Silbermedaillen mit stilisierten Olympischen Ringen | Braundes Symbol für Bronzemedaillen mit stilisierten Olympischen Ringen |
| ------------------------------------------------------------------- | --------------------------------------------------------------------- | ----------------------------------------------------------------------- |
| —                                                                   | —                                                                     | —                                                                       |

Myanmar nahm an den Olympischen Sommerspielen 2004 in Athen, Griechenland, mit einer Delegation von zwei Sportlern (zwei Frauen) teil.

## Teilnehmer nach Sportarten

### Bogenschießen
- Thin Thin Khaing
Einzel: 38. Platz

### Gewichtheben
- Nan Aye Khine
Klasse bis 48 kg: 4. Platz (DSQ) wegen Verstoß gegen Anti-Doping-Regeln